# W51S
W51S（だぶりゅーごーいちえす）は、ソニー・エリクソン・モバイルコミュニケーションズ（現・ソニーモバイルコミュニケーションズ）によって開発された、KDDIおよび沖縄セルラー電話のauブランドのCDMA 1X WINの携帯電話である。

## 特徴
W43Sの後継で、スペックは比較的似ているが、W43Sと比べてイルミネーション部の面積は小さくなった。W43Sと比べるとPCサイトビューアーのバージョンアップや、オープンアプリプレイヤーへの対応、メモリー容量の増加など細かなブラッシュアップが行われている。搭載されたFeliCaチップはau 2007年春モデルで採用された新バージョンで、従来の3倍となる容量を持ち、電子クーポン機能「auケータイクーポン」に対応している。
3色のカラーバリエーションがあり、色ごとに液晶ディスプレイ側の表面処理に違いがある。
CMキャラクターは女優・沢尻エリカ。『ペール・ギュント』から『朝』（グリーグ作曲）のリミックスバージョンをCM曲に使用。
メモリーカードは従来の同社製au向け端末と同様、メモリースティックDuoのみに対応する。ただし、microSDをメモリースティックDuoに変換するアダプタでmicroSDが使える。

## 沿革
- 2007年1月16日 - KDDIより発表。
- 2007年2月に発売。各地方ごとの発売日は下記の通り。
  - 2月23日 - 北海道・北陸・近畿・中国・四国・九州・沖縄地区
  - 2月24日 - 東北・関東・中部地区
- 2007年11月6日 - 1回目のケータイアップデート開始。
- 2009年2月3日 - 2回目のケータイアップデート開始。
- 2012年7月 - au側の周波数変更により、使用不可対象機種となる（予定）。

## 対応サービス
- au Smart Sports（アプリのダウンロードが必要）
- PCサイトビューアー
- au LISTEN MOBILE SERVICE
- EZ着うたフル
- EZ着うた（ハイクオリティステレオ）
- EZナビウォーク（声de入力）
- EZ・FM
- EZ FeliCa(おサイフケータイ)
- EZニュースフラッシュ
- Hello Messenger
- 赤外線通信
- EZアプリ (BREW)
- 安心ナビ
- ペア機能
- GLOBAL EXPERT
- メモリースティックオーディオ (ATRAC3/ATRAC3plus)
- オープンアプリプレイヤー
- ビデオクリップ
- 緊急通報位置通知

## 不具合
2007年11月6日に以下の不具合の修正がケータイアップデートにより行われた。
- Eメールフォルダ一覧、Eメール一覧へ画面を遷移した場合、前画面と重なって表示される場合がある
- GPSを用いた現在地の確認やナビゲーションに失敗する場合がある
- 着信音等のメロディにプリセット音等を設定した場合、マナーモード中に音が鳴る可能性がある

2009年2月3日に以下の不具合の修正がケータイアップデートにより行われた。
- JPEG形式の画像データをデータフォルダでサムネイル表示させると電源がリセットする場合がある